# Trg svetega Petra, Vatikan
Trg svetega Petra (italijansko Piazza San Pietro [ˈpjattsa sam ˈpjɛːtro], latinsko Forum Sancti Petri) je velik trg neposredno pred baziliko svetega Petra v Vatikanu, papeško enklavo v Rimu, zahodno od soseske (rione) Borga. Tako trg kot bazilika sta poimenovana po svetem Petru, Jezusovem apostolu, ki so ga katoličani smatrali za prvega papeža.
V središču trga je staroegipčanski obelisk, postavljen na sedanjem mestu leta 1586. Gian Lorenzo Bernini je trg zasnoval skoraj 100 let kasneje, vključno z masivnimi globokimi dorskimi kolonadami , s štirimi stebri, ki sprejmejo obiskovalce v »materinski objem Matere Cerkve«. Granitni vodnjak, ki ga je leta 1675 zgradil Bernini, se ujema z drugim vodnjakom, ki ga je leta 1613 oblikoval Carlo Maderno.

## Zgodovina
Odprt prostor, ki leži pred baziliko, je Gian Lorenzo Bernini od leta 1656 do 1667 pod vodstvom papeža Aleksandra VII. preoblikoval kot primeren predprostor, zasnovan »tako, da je največ ljudi lahko videlo, kako papež daje blagoslov, bodisi s sredine fasade cerkve ali z okna v vatikanski palači«. Bernini se je desetletja ukvarjal z notranjostjo svetega Petra; zdaj je s svojimi znamenitimi kolonadami nakazal prostor s poenostavljenim dorskim redom, da bi se izognil tekmovanju s fasado, podobno palači, ki jo je ustvaril Carlo Maderno, vendar jo je uporabil v izjemno velikem obsegu, ki je ustrezal prostoru in vzbuditi občutek strahu.
Veliko je bilo omejitev obstoječih struktur (ilustracija, desno). Množica dozidav in prezidav Vatikanske palače so napolnile desno stran fasade bazilike; strukture je bilo treba prikriti, ne da bi prikrili papeška stanovanja. Obelisk je označeval središče, Madernin granitni vodnjak  pa je stal na strani. Le pet let pred smrtjo leta 1675 je Bernini naredil vodnjak kot eno od žarišč ovato tondo , ki so ga objele njegove kolonade in se je sčasoma ujemal z drugo stranjo. Trapezoidna oblika trga, ki ustvarja povečano perspektivo obiskovalcu, ki zapušča baziliko in je bil pohvaljen kot mojstrska poteza baročnega gledališča (ilustracija, spodaj desno), je v veliki meri posledica omejitev na lokaciji.
V skladu z Lateranskimi sporazumi je območje Trga svetega Petra pod nadzorom italijanske policije za nadzor množic, čeprav je del države Vatikan.

### Kolonade
Kolosalne dorske kolonade, globoke za štiri stebre , uokvirjajo trapezni vhod v baziliko in masivno eliptično območje (ovato tondo ima premer 240 metrov), ki je pred njo. Dolga os ovato tonda, vzporedna s fasado bazilike, ustvarja premor v zaporedju gibov naprej, ki je značilen za baročni monumentalni pristop. Kolonade določajo trg. Eliptično središče trga, ki je v nasprotju s trapezoidnim vhodom, obdaja obiskovalca. Na južni strani kolonade opredeljujejo in formalizirajo prostor, z Barberinijevimi vrtovi pa se še vedno dviga do obzorja borovcev. Na severni strani kolonada prikriva izbor vatikanskih struktur; zgoraj se dvigajo zgornja nadstropja Apostolske palače.

### Obelisk
V središču ovato tonda stoji vatikanski obelisk, neopisan egipčanski obelisk iz rdečega granita, visok 25,5 m, podprt na bronastih levih in nadgrajen z grbi rodbine Chigi v bronu, v vseh 41 metrih do križa na vrhu. Obelisk je prvotno v Heliopolisu v Egiptu postavil neznani faraon.
Cesar Avgust je dal obelisk premakniti na Julijanski forum v Aleksandriji, kjer je stal do leta 37 našega štetja, ko je Kaligula naročil, naj se forum poruši, obelisk pa prenese v Rim. Položil ga je na hrbtenico, ki je potekala vzdolž središča Neronovega cirkusa. Leta 1586 ga je inženir-arhitekt Domenico Fontana pod vodstvom papeža Siksta V. preselil na sedanje mesto; inženirski podvig ponovne postavitve njegove velike teže je bil ovekovečen v zbirki grafik. Obelisk je edini obelisk v Rimu, ki se od antike ni podrl. V srednjem veku naj bi pozlačena krogla na obelisku vsebovala pepel Julija Cezarja. Ob postavitvi vodnjaka so odstranili starodavno kovinsko kroglo, ki je zdaj v rimskem muzeju, in v njej našli le prah; Christopher Hibbert piše, da je bila krogla trdna. Čeprav Bernini ni imel vpliva pri postavitvi obeliska, ga je uporabil kot osrednji del svojega veličastnega trga in na vrh dodal grbe rodbine Chigi v čast svojega zavetnika Aleksandra VII.

### Tlakovanje
Tlakovanje se spreminja s sevajočimi črtami iz travertina, da se razbremeni sicer velik prostor. Leta 1817 so bili postavljeni krožni kamni, ki so označevali vrh sence obeliska, ko je sonce vstopilo v vsakega od znakov zodiaka, zaradi česar je obelisk velikanski gnomon sončne ure.

### Spina
Do trga svetega Petra je danes mogoče priti s Ponte Sant'Angelo po velikem pristopu Via della Conciliazione (v čast Lateranskih sporazumov iz leta 1929). Spina - sredina s stavbami, ki so delile dve cesti Borgo Vecchio in Borgo nuovo, ki je nekoč zasedla to veliko avenijo, in je vodila do trga -, je 23. oktobra 1936 slovesno podrl sam Benito Mussolini. Bazilika sv. Petra je bila zdaj prosto vidna z Angelskega gradu. Po spini so bile med letoma 1937 in 1950 porušene skoraj vse stavbe južno od passetta in s tem uničena ena najpomembnejših srednjeveških in renesančnih četrti mesta. Še več, rušenje spine je preklicalo značilno baročno presenečenje, ki je danes ohranjeno le za obiskovalce, ki prihajajo iz ulice Borgo Santo Spirito. Via della Conciliazione je bila dokončana pravočasno za Sveto leto 1950.